# Richarlison
Richarlison de Andrade (phát âm tiếng Bồ Đào Nha: [ʁiʃaʁliˈzõ dʒi ɐ̃ˈdɾadʒi], sinh ngày 10 tháng 5 năm 1997), thường được biết đến với tên gọi Richarlison (phát âm tiếng Bồ Đào Nha: [ʁiʃaʁliˈzõ]), là một cầu thủ bóng đá chuyên nghiệp người Brasil hiện đang thi đấu ở vị trí tiền đạo cho câu lạc bộ Premier League Tottenham Hotspur và đội tuyển bóng đá quốc gia Brasil.

## Sự nghiệp câu lạc bộ

### América Mineiro
Richarlison de Andrade sinh ngày 10 tháng 5 năm 1997 ở Nova Venécia, Espírito Santo. Anh gia nhập đội bóng trẻ América Mineiro vào tháng 12 năm 2014, từ Real Noroeste. Tháng 6 năm 2015, anh được huấn luyện viên Givanildo Oliveira đôn lên đội một. Trước đó, anh đã suýt từ bỏ sự nghiệp bóng đá vì bị một số câu lạc bộ từ chối và chi hết tiền vé đi 600 km đến Belo Horizonte để thử việc.
Ngày 4 tháng 7 năm 2015, Richarlison có trận ra mắt chuyên nghiệp trong chiến thắng 3–1 trên sân nhà trước Mogi Mirim. Sau khi vào sân thay người muộn cho Cristiano da Silva Santos, anh ghi bàn thắng cuối của trận đấu. 17 ngày sau, anh gia hạn hợp đồng cho đến năm 2018.
Ngày 21 tháng 11 năm 2015, khi América được thăng hạng Campeonato Brasileiro Série A với trận hòa 1–1 trên sân nhà trước Ceará, Richarlison bị đuổi khỏi sân ở cuối trận vì phạm lỗi với Charles.

### Fluminense
Ngày 29 tháng 12 năm 2015, Richarlison ký hợp với câu lạc bộ Fluminense ở Série A có thời hạn 5 năm. Anh có trận ra mắt ngày 13 tháng 5 năm 2016, trong trận lượt về vòng 2 Copa do Brasil, đóng góp vào tất cả các bàn thắng của đội bóng anh trong trận hòa 3–3 trên sân nhà (chung cuộc 6–3) trước Ferroviaria.
Richarlison ra mắt ở giải đấu hai ngày sau, đá chính trong chiến thắng 1–0 trước câu lạc bộ cũ América. Bàn thắng đầu tiên của anh ở giải đấu đến vào ngày 26 tháng 6, bàn thắng ấn định chiến thắng 2–1 trước đối thủ Flamengo, trận đấu này mà anh đã vào sân thay người muộn nhưng bị chấn thương rời sân.
Cùng năm đó, Richarlison cũng tham dự giải đấu châu lục đầu tiên của mình, Copa Sudamericana 2017. Anh đã thi đấu 4 trận trong trận tứ kết của đội bóng có trụ sở tại Rio de Janeiro, và ghi bàn trong các trận thắng trước các đối thủ Liverpool (Uruguay) và Universidad Católica (Ecuador) trong hai trận đầu.

### Watford

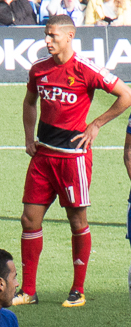
Richarlison thi đấu cho Watford năm 2017

Richarlison đã hoàn tất việc chuyển đến Watford tại Premier League của Anh vào ngày 8 tháng 8 năm 2017, với mức phí chuyển nhượng 11,2 triệu bảng bản hợp đồng có thời hạn 5 năm. Anh đã có trận ra mắt cho đội bóng với tư cách là cầu thủ dự bị trong trận hòa 3–3 trước Liverpool vào ngày khai mạc của mùa giải Premier League 2017–18. Anh đã có bàn thắng đầu tiên cho câu lạc bộ trong chiến thắng 2–0 trước AFC Bournemouth vào ngày 19 tháng 8. Richarlison là cầu thủ duy nhất trong đội hình Watford thi đấu mọi trận và ghi được 5 bàn thắng trong suốt mùa giải này.

### Everton
Do phong độ không tốt của các tiền đạo Everton, ngày 6 tháng 10, Richarlison được triển khai ở vị trí tiền đạo trung tâm trong chiến thắng 2–1 trên sân khách trước Leicester City, ghi bàn thắng ở phút thứ 7. Bốn tuần sau, anh ghi hai bàn trong chiến thắng 3–1 trước Brighton & Hove Albion. Richarlison kết thúc mùa giải 2018–19 với tư cách là cầu thủ ghi nhiều bàn thắng nhất cho Everton cùng Gylfi Sigurðsson với 13 bàn thắng ở Premier League, trong khi cả hai cầu thủ đều có 14 bàn thắng ở mọi trận đấu. Trước mùa giải 2019–20, Richarlison được trao chiếc áo số 7. Anh kết thúc mùa giải đó với tư cách là cầu thủ ghi nhiều bàn thắng nhất cho câu lạc bộ, lần này chia sẻ danh hiệu với Dominic Calvert-Lewin với 13 bàn thắng ở Premier League, trong khi cả hai đều có 15 bàn thắng ở mọi trận đấu.

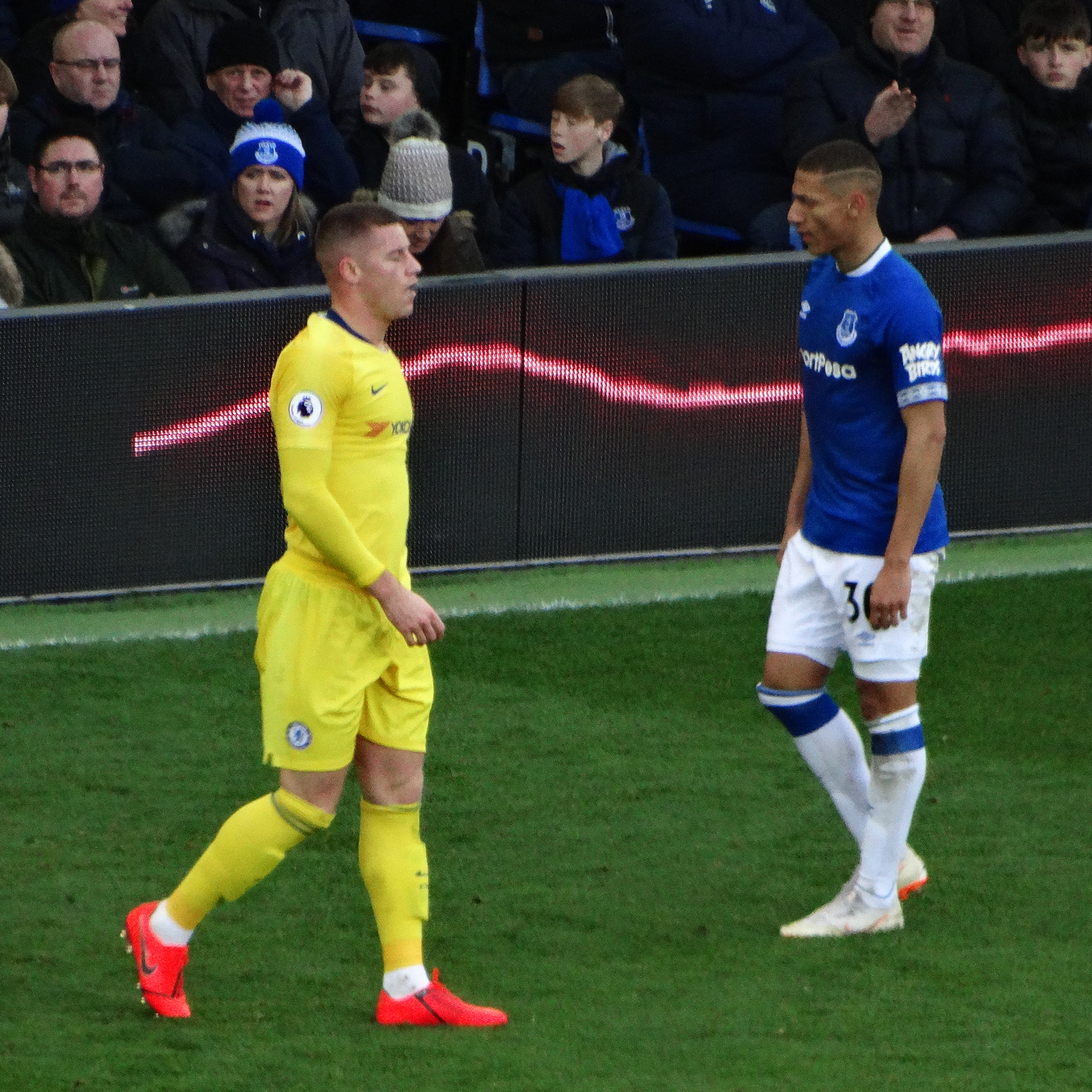
Richarlison (phải) chơi cho Everton năm 2019

Ngày 3 tháng 12 năm 2019, Richarlison gia hạn hợp đồng mới với câu lạc bộ Everton có thời hạn 5 năm. Ngày 20 tháng 2 năm 2021, anh ghi bàn thắng đầu tiên trong chiến thắng 2–0 trước Liverpool tại Anfield.

### Tottenham Hotspur
Ngày 1 tháng 7 năm 2022, Richarlison ký hợp đồng với Tottenham Hotspur có thời hạn đến năm 2027, tùy thuộc vào giấy phép lao động với mức phí 50 triệu bảng cộng với 10 triệu bảng bổ sung tiềm năng từ Everton. Richarlison đã có pha kiến tạo đầu tiên cho Tottenham trong chiến thắng 2–0 trước Nottingham Forest ngày 20 tháng 8. Với màn trình diễn của Richarlison trong trận đấu đó đã được thảo luận rộng rãi trên các phương tiện truyền thông, bị các cầu thủ Michail Antonio và Callum Wilson chỉ trích là "thiếu tôn trọng", nhưng được khen ngợi bởi Neil Warnock, người đã khuyến khích Richarlison tiếp tục chiêu đãi người hâm mộ. Ngày 7 tháng 9, Richarlison có trận ra mắt tại Champions League, anh ghi cả hai bàn thắng trong chiến thắng 2–0 trước Marseille ở Sân vận động Tottenham Hotspur. Đây là bàn thắng đầu tiên của anh cho Tottenham.

## Sự nghiệp quốc tế

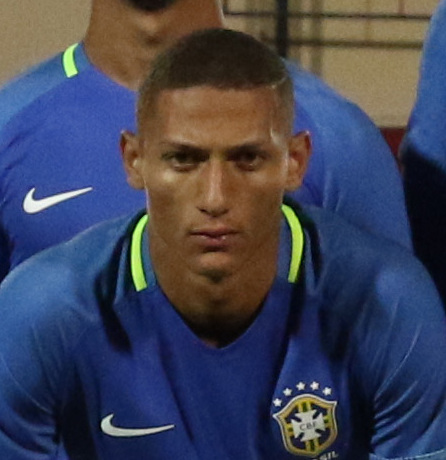
Richarlison trong màu áo U-20 Brasil năm 2017

Richarlison được chọn vào đội hình U-20 Brazil tham dự Giải vô địch U-20 Nam Mỹ 2017. Anh đã ra sân tám lần và ghi được hai bàn thắng trong giải đấu.
Ngày 27 tháng 8 năm 2018, Richarlison lần đầu được huấn luyện viên Tite triệu tập vào đội tuyển quốc gia Brasil cho các trận giao hữu gặp Hoa Kỳ và El Salvador, sau khi Pedro rút lui vì chấn thương. Anh có trận ra mắt gặp Hoa Kỳ ngày 7 tháng 9 tại Sân vận động MetLife ở New Jersey, vào sân thay cho Roberto Firmino ở phút thứ 75 trong chiến thắng 2–0, và ghi bàn thắng đầu tiên trong trận gặp El Salvador, ghi hai bàn trong chiến thắng 5–0.
Tháng 5 năm 2019, anh có tên trong danh sách 23 cầu thủ đội tuyển Brazil tham dự Copa América 2019 ở chủ nhà. Trong trận chung kết gặp đối thủ Peru vào ngày 7 tháng 7, tại Sân vận động Maracanã, Richarlison vào sân thay cho Firmino trong hiệp hai và ghi bàn thắng cuối ấn định chiến thắng 3–1 từ chấm phạt đền.

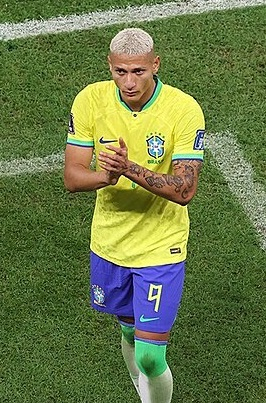
Richarlison chơi cho Brasil tại FIFA World Cup 2022

Ngày 9 tháng 6 năm 2021, Richarlison có tên trong đội hình Brazil tham dự Copa América 2021. Anh đã ghi bàn trong chiến thắng 4–0 trước Peru khi Brazil kết thúc với vị trí á quân. Trong suốt giải đấu, anh cũng được gọi tham dự Thế vận hội Mùa hè 2020. Anh đã lập một hat-trick trong trận ra mắt tại Thế vận hội vào ngày 22 tháng 7, giúp Brazil giành chiến thắng 4–2 trước Đức. Anh kết thúc ở giải đấu này với tư cách vua phá lưới với 5 bàn thắng, mặc dù đá hỏng quả phạt đền trong trận thắng chung cuộc 2–1 trước Tây Ban Nha.
Richarlison có tên trong đội tuyển Brazil tham dự FIFA World Cup 2022 ở Qatar. Ngày 24 tháng 11, anh ghi một cú đúp, trong đó có một cú đá cắt kéo, trong chiến thắng mở màn 2–0 trước đối thủ Serbia. Richarlison ghi bàn thắng thứ ba của giải đấu này trong chiến thắng 4–1 trước Hàn Quốc ở vòng 16 đội vào ngày 5 tháng 12. Bốn ngày sau, Brazil bị loại bởi Croatia ở tứ kết, sau khi thua 4–2 trong loạt sút luân lưu sau khi hòa 1–1.

## Thống kê sự nghiệp

### Câu lạc bộ
Tính đến 5 tháng 5 năm 2024
| Câu lạc bộ          | Mùa giải            | Giải đấu            | Giải đấu | Giải đấu | Giải đấu cấp bang | Giải đấu cấp bang | Cúp quốc gia | Cúp quốc gia | Cúp liên đoàn | Cúp liên đoàn | Châu lục | Châu lục | Tổng cộng | Tổng cộng |
| Câu lạc bộ          | Mùa giải            | Hạng đấu            | Trận     | Bàn      | Trận              | Bàn               | Trận         | Bàn          | Trận          | Bàn           | Trận     | Bàn      | Trận      | Bàn       |
| ------------------- | ------------------- | ------------------- | -------- | -------- | ----------------- | ----------------- | ------------ | ------------ | ------------- | ------------- | -------- | -------- | --------- | --------- |
| América Mineiro     | 2015                | Série B             | 24       | 9        | —                 | —                 | —            | —            | —             | —             | —        | —        | 24        | 9         |
| Fluminense          | 2016                | Série A             | 28       | 4        | 0                 | 0                 | 3            | 0            | —             | —             | —        | —        | 31        | 4         |
| Fluminense          | 2017                | Série A             | 14       | 5        | 12                | 8                 | 6            | 0            | —             | —             | 4        | 2        | 36        | 15        |
| Fluminense          | Tổng cộng           | Tổng cộng           | 42       | 9        | 12                | 8                 | 9            | 0            | —             | —             | 4        | 2        | 67        | 19        |
| Watford             | 2017–18             | Premier League      | 38       | 5        | —                 | —                 | 2            | 0            | 1             | 0             | —        | —        | 41        | 5         |
| Everton             | 2018–19             | Premier League      | 35       | 13       | —                 | —                 | 2            | 1            | 1             | 0             | —        | —        | 38        | 14        |
| Everton             | 2019–20             | Premier League      | 36       | 13       | —                 | —                 | 1            | 0            | 4             | 2             | —        | —        | 41        | 15        |
| Everton             | 2020–21             | Premier League      | 34       | 7        | —                 | —                 | 3            | 3            | 3             | 3             | —        | —        | 40        | 13        |
| Everton             | 2021–22             | Premier League      | 30       | 10       | —                 | —                 | 3            | 1            | 0             | 0             | —        | —        | 33        | 11        |
| Everton             | Tổng cộng           | Tổng cộng           | 135      | 43       | —                 | —                 | 9            | 5            | 8             | 5             | —        | —        | 152       | 53        |
| Tottenham Hotspur   | 2022–23             | Premier League      | 27       | 1        | —                 | —                 | 1            | 0            | 1             | 0             | 6        | 2        | 35        | 3         |
| Tottenham Hotspur   | 2023–24             | Premier League      | 28       | 11       | —                 | —                 | 2            | 0            | 1             | 1             | —        | —        | 31        | 12        |
| Tottenham Hotspur   | Tổng cộng           | Tổng cộng           | 55       | 12       | —                 | —                 | 3            | 0            | 2             | 1             | 6        | 2        | 66        | 15        |
| Tổng cộng sự nghiệp | Tổng cộng sự nghiệp | Tổng cộng sự nghiệp | 294      | 78       | 12                | 8                 | 23           | 5            | 11            | 6             | 10       | 4        | 350       | 101       |

1. ↑  Bao gồm Campeonato Carioca
2. ↑  Bao gồm Copa do Brasil, FA Cup
3. ↑  Bao gồm EFL Cup
4. ↑  Số lần ra sân tại Copa Sudamericana
5. ↑  Số lần ra sân tại UEFA Champions League

### Đội tuyển quốc gia
Tính đến ngày 17 tháng 10 năm 2023.
| Đội tuyển quốc gia | Năm       | Trận | Bàn |
| ------------------ | --------- | ---- | --- |
| Brasil             | 2018      | 6    | 3   |
| Brasil             | 2019      | 13   | 3   |
| Brasil             | 2020      | 4    | 2   |
| Brasil             | 2021      | 9    | 2   |
| Brasil             | 2022      | 10   | 10  |
| Brasil             | 2023      | 6    | 0   |
| Tổng cộng          | Tổng cộng | 48   | 20  |

### Bàn thắng quốc tế
Bàn thắng của đội tuyển quốc gia Brasil được ghi trước.
| #   | Ngày                 | Địa điểm                                                    | Số trận | Đối thủ     | Bàn thắng | Kết quả | Giải đấu                      |
| --- | -------------------- | ----------------------------------------------------------- | ------- | ----------- | --------- | ------- | ----------------------------- |
| 1.  | 11 tháng 9 năm 2018  | FedExField, Landover, Hoa Kỳ                                | 2       | El Salvador | 2–0       | 5–0     | Giao hữu                      |
| 2.  | 11 tháng 9 năm 2018  | FedExField, Landover, Hoa Kỳ                                | 2       | El Salvador | 4–0       | 5–0     | Giao hữu                      |
| 3.  | 20 tháng 11 năm 2018 | Sân vận động MK, Milton Keynes, Anh                         | 6       | Cameroon    | 1–0       | 1–0     | Giao hữu                      |
| 4.  | 5 tháng 6 năm 2019   | Sân vận động Mané Garrincha, Brasília, Brasil               | 9       | Qatar       | 1–0       | 2–0     | Giao hữu                      |
| 5.  | 9 tháng 6 năm 2019   | Sân vận động Beira-Rio, Porto Alegre, Brasil                | 10      | Honduras    | 7–0       | 7–0     | Giao hữu                      |
| 6.  | 7 tháng 7 năm 2019   | Sân vận động Maracanã, Rio de Janeiro, Brasil               | 13      | Perú        | 3–1       | 3–1     | Copa América 2019             |
| 7.  | 13 tháng 10 năm 2020 | Sân vận động Quốc gia, Lima, Peru                           | 21      | Perú        | 2–2       | 4–2     | Vòng loại FIFA World Cup 2022 |
| 8.  | 17 tháng 11 năm 2020 | Sân vận động Centenario, Montevideo, Uruguay                | 23      | Uruguay     | 2–0       | 2–0     | Vòng loại FIFA World Cup 2022 |
| 9.  | 4 tháng 6 năm 2021   | Sân vận động Beira-Rio, Porte Alegre, Brasil                | 24      | Ecuador     | 1–0       | 1–0     | Vòng loại FIFA World Cup 2022 |
| 10. | 17 tháng 6 năm 2021  | Sân vận động Olímpico Nilton Santos, Rio de Janeiro, Brasil | 27      | Perú        | 4–0       | 4–0     | Copa América 2021             |
| 11. | 13 tháng 10 năm 2020 | Sân vận động Maracanã, Rio de Janeiro, Brasil               | 33      | Chile       | 4–0       | 4–0     | Vòng loại FIFA World Cup 2022 |
| 12. | 29 tháng 3 năm 2022  | Sân vận động Hernando Siles, La Paz, Bolivia                | 34      | Bolivia     | 2–0       | 4–0     | Vòng loại FIFA World Cup 2022 |
| 13. | 29 tháng 3 năm 2022  | Sân vận động Hernando Siles, La Paz, Bolivia                | 34      | Bolivia     | 4–0       | 4–0     | Vòng loại FIFA World Cup 2022 |
| 14. | 2 tháng 6 năm 2022   | Sân vận động World Cup Seoul, Seoul, Hàn Quốc               | 35      | Hàn Quốc    | 1–0       | 5–1     | Giao hữu                      |
| 15. | 27 tháng 9 năm 2022  | Sân vận động Océane, Le Havre, Pháp                         | 37      | Ghana       | 2–0       | 3–0     | Giao hữu                      |
| 16. | 27 tháng 9 năm 2022  | Sân vận động Océane, Le Havre, Pháp                         | 37      | Ghana       | 3–0       | 3–0     | Giao hữu                      |
| 17. | 27 tháng 9 năm 2022  | Sân vận động Công viên các Hoàng tử, Paris, Pháp            | 38      | Tunisia     | 2–1       | 5–1     | Giao hữu                      |
| 18. | 24 tháng 11 năm 2022 | Sân vận động Lusail Iconic, Doha, Qatar                     | 39      | Serbia      | 1–0       | 2–0     | FIFA World Cup 2022           |
| 19. | 24 tháng 11 năm 2022 | Sân vận động Lusail Iconic, Doha, Qatar                     | 39      | Serbia      | 2–0       | 2–0     | FIFA World Cup 2022           |
| 20. | 5 tháng 12 năm 2022  | Sân vận động 974, Doha, Qatar                               | 42      | Hàn Quốc    | 3–0       | 4–1     | FIFA World Cup 2022           |

## Danh hiệu
Fluminense
- Primeira Liga: 2016
- Taça Guanabara: 2017

Tottenham Hotspur
- UEFA Europa League: 2024–25

Brazil
- Copa América: 2019[55]

U23 Brazil
- Summer Olympics: 2020[40]

Cá nhân
- Campeonato Carioca Đội hình của năm: 2017[56]
- Cầu thủ trẻ xuất sắc nhất mùa giải Everton : 2018–19[57]
- Cầu thủ xuất sấc nhất mùa giải Everton: 2019–20[58]
- Bàn thắng của mùa giải Everton: 2020–21 (v. Liverpool, 20 tháng 2 năm 2021)[59]
- Bàn thắng đẹp nhất FIFA World Cup 2022[60]